# کازوکی مینه
کازوکی مینه (انگلیسی: Kazuki Mine؛ زادهٔ ۱۸ آوریل ۱۹۹۳) بازیکن فوتبال اهل ژاپن است.